# Picnidi

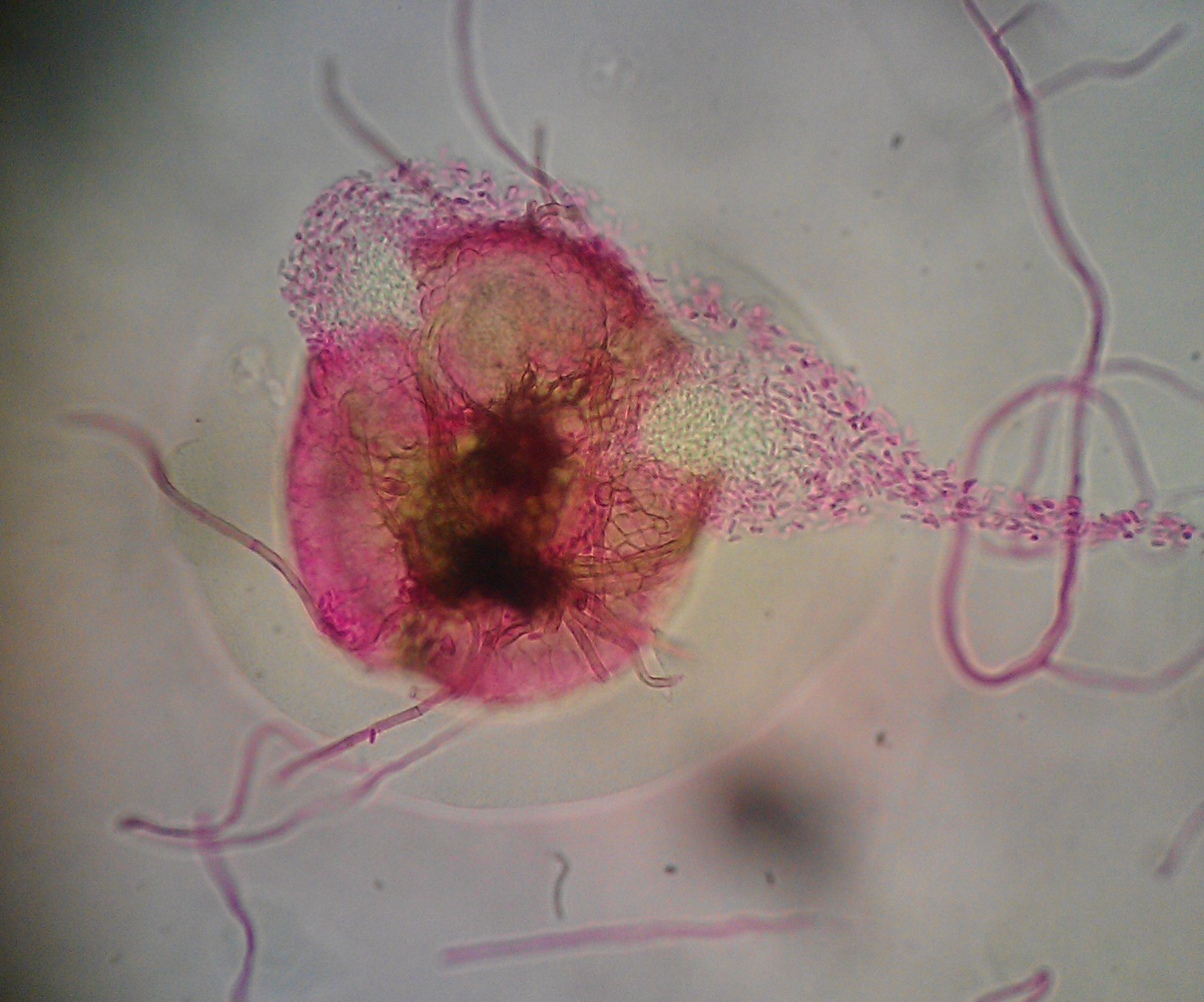
Picnidi d'un fong del gènere Phoma

Un picnidi (prové del mot grec pyknos, dens) és un cos fructífer de la reproducció asexual produït per fongs mitospòrics dins els ordres Sphaeropsidales (Deuteromycota, Coelomycetes), ascomicets i ascolíquens. Sovint és esfèric o inversament piriforme i la seva cavitat interna està revestida amb conidiófors. Quan està madura, generalment apareix una obertura a la part superior, a través de la qual les picnidiòspores escapen.